# Odostomia trachis
Odostomia trachis är en snäckart som beskrevs av Dall och Bartsch 1909. Odostomia trachis ingår i släktet Odostomia och familjen Pyramidellidae. Inga underarter finns listade i Catalogue of Life.